# Xylota simplex
Xylota simplex är en tvåvingeart som först beskrevs av Tokuichi Shiraki 1930.  Xylota simplex ingår i släktet vedblomflugor, och familjen blomflugor. Inga underarter finns listade i Catalogue of Life.